# Epulum Jovis
Dans la religion de la Rome antique, l'Epulum Jovis (ou Epulum Iovis) était composé d'une somptueuse fête donnée en l'honneur de Jupiter lors  des Ides de septembre (le 13 septembre) et d'une petite fête lors des Ides de novembre (13 novembre). Elle était célébrée au cours des Ludi Romani ("Jeux romains") et des Ludi Plebeii ("Jeux plébéiens").
Les dieux étaient officiellement invités, leur présence était matérialisée par des statues. Celles-ci étaient disposés sur de luxueux lits de parade (pulvinaria) placées à la plus honorable partie de la table. La nourriture leur était servie, comme si elles étaient capables d'y goûter. Les prêtres désignés sous le nom d'epulones, organisaient et réalisaient le rituel, agissant comme des "consommateurs par procuration" lorsqu'ils mangeaient la nourriture.